# Liga de Campeones Femenina de la OFC
La Liga de Campeones Femenina de la OFC (en inglés: OFC Women's Champions League) es la principal competencia continental de fútbol femenino entre clubes de Oceanía organizada por la OFC.
El AS Academy de Nueva Caledonia, fue el primer campeón de la competencia tras haber ganado la liguilla, mientras que el actual campeón es el Auckland United de Nueva Zelanda que salió campeón por segunda vez consecutiva de la competencia tras derrotar en la final por 1:0 al Hekari United de Papúa Nueva Guinea, que perdió su tercera final consecutiva.

## Palmarés
| Equipo          | Campeón | Subcampeón | Ediciones campeón | Ediciones subcampeón |
| --------------- | ------- | ---------- | ----------------- | -------------------- |
| Auckland United | 2       | -          | 2024, 2025        |                      |
| AS Academy      | 1       | -          | 2023              |                      |
| Hekari United   | -       | 3          |                   | 2023, 2024, 2025     |